# Prvenstvo Zagreba u nogometu 1946
Il Prvenstvo Zagreba u nogometu 1946. (it. "Campionato di calcio di Zagabria 1946") fu l'ultima edizione in cui parteciparono le massime squadre cittadine, che da quella volta in poi avrebbero militato nelle massime divisioni della Jugoslavia prima e della Croazia indipendente poi, mentre i campionati zagabresi sarebbero sempre stati una serie minore. In totale fu la trentatreesima edizione, dopo le 4 della ZND, le 22 della ZNP (1920-1941), le 4 del Prvenstvo grada Zagreba (1918-1919) e le 2 del campionato del Regno di Croazia e Slavonia (1912-1914, composto esclusivamente da squadre di Zagabria).
L'organizzatore era il Fiskulturni odbor Zagreba (Consiglio di educazione fisica di Zagabria).

## Formula
Le 16 squadre partecipanti vengono divise in due gironi da 8 squadre ciascuno, la metà di esse accedono al girone finale, detto anche Prvenstvo Zagreba (campionato di Zagabria) oppure Prvi razred (prima classe).
Nel girone finale, composto anch'esso da 8 squadre, la vincitrice accede alla Hrvatska liga 1946, mentre la seconda e terza classificata, insieme al campione provinciale, accedono agli spareggi.

## Eliminatorie
```
Disputate dal 21 ottobre 1945 al 23 dicembre 1945. Il 10 gennaio 1946, la 
FISAJ
 decise che i club militari non avrebbero partecipato ai campionati nazionali. Il 
Dubrava
 si è spostato nel campionato provinciale.
[
3
]
```

### Girone A
|              | Pos. | Squadra          | Pt | G | V | N | P | GF | GS | QR    |
| ------------ | ---- | ---------------- | -- | - | - | - | - | -- | -- | ----- |
|              | 1.   | FD Lokomotiva    | 12 | 7 | 6 | 0 | 1 | 20 | 4  | 5,000 |
|              | 2.   | Narodna obrana   | 11 | 7 | 5 | 1 | 1 | 23 | 9  | 2,555 |
|              | 3.   | FD Tekstilac     | 9  | 7 | 4 | 1 | 2 | 31 | 8  | 3,875 |
|              | 4.   | 32. divizija     | 9  | 7 | 4 | 1 | 2 | 21 | 7  | 3,000 |
|              | 5.   | FD Poštar        | 8  | 7 | 3 | 2 | 2 | 16 | 11 | 1,454 |
|              | 6.   | FD Jedinstvo     | 5  | 7 | 2 | 1 | 4 | 13 | 20 | 0,650 |
|              | 7.   | Slaven Kustošija | 2  | 7 | 1 | 0 | 6 | 5  | 24 | 0,208 |
|              | 8.   | FD Milicija      | 0  | 7 | 0 | 0 | 7 | 0  | 46 | 0,000 |
| Fonte: rsssf |      |                  |    |   |   |   |   |    |    |       |

Legenda:
      Ammessa al girone finale.
Note:
Due punti a vittoria, uno a pareggio, zero a sconfitta.

### Girone B
|              | Pos. | Squadra       | Pt | G | V | N | P | GF | GS | QR    |
| ------------ | ---- | ------------- | -- | - | - | - | - | -- | -- | ----- |
|              | 1.   | FD Dinamo     | 14 | 7 | 0 | 0 | 0 | 40 | 5  | 8,000 |
|              | 2.   | FD Metalac    | 12 | 7 | 6 | 0 | 1 | 19 | 6  | 3,166 |
|              | 3.   | II. armija    | 10 | 7 | 5 | 0 | 2 | 39 | 6  | 6,500 |
|              | 4.   | FD Dubrava    | 7  | 7 | 3 | 1 | 3 | 16 | 11 | 1,454 |
|              | 5.   | FD Element    | 5  | 7 | 2 | 1 | 4 | 14 | 16 | 0,875 |
|              | 6.   | FD Amater     | 5  | 7 | 2 | 1 | 4 | 14 | 29 | 0,482 |
|              | 7.   | FD Grafičar   | 2  | 7 | 1 | 0 | 6 | 2  | 37 | 0,054 |
|              | 8.   | FD Građevinar | 1  | 7 | 0 | 1 | 6 | 4  | 38 | 0,105 |
| Fonte: rsssf |      |               |    |   |   |   |   |    |    |       |

Legenda:
      Ammessa al girone finale.
Note:
Due punti a vittoria, uno a pareggio, zero a sconfitta.

## Girone finale
```
Dal 13 gennaio 1946 al 24 febbraio 1946.
```

|              | Pos. | Squadra       | Pt | G | V | N | P | GF | GS | QR    |
| ------------ | ---- | ------------- | -- | - | - | - | - | -- | -- | ----- |
|              | 1.   | FD Dinamo     | 12 | 7 | 6 | 0 | 1 | 41 | 8  | 5,125 |
|              | 2.   | FD Lokomotiva | 12 | 7 | 6 | 0 | 1 | 16 | 12 | 1,333 |
|              | 3.   | FD Metalac    | 9  | 7 | 4 | 1 | 2 | 15 | 8  | 1,875 |
|              | 4.   | FD Amater     | 7  | 7 | 3 | 1 | 3 | 14 | 17 | 0,823 |
|              | 5.   | FD Tekstilac  | 6  | 7 | 3 | 0 | 4 | 10 | 12 | 0,833 |
|              | 6.   | FD Element    | 5  | 7 | 2 | 1 | 4 | 10 | 27 | 0,370 |
|              | 7.   | FD Poštar     | 5  | 7 | 2 | 1 | 4 | 5  | 14 | 0,357 |
|              | 8.   | FD Jedinstvo  | 0  | 7 | 0 | 0 | 7 | 10 | 23 | 0,434 |
| Fonte: rsssf |      |               |    |   |   |   |   |    |    |       |

Legenda:
      Qualificata in Hrvatska liga 1946.
      Qualificata in Hrvatska liga 1946 dopo gli spareggi.
  Partecipa agli spareggi.
Regolamento:
Due punti a vittoria, uno a pareggio, zero a sconfitta.

### Tabellone
|            | Din  | Lok  | Met  | Ama  | Tek  | Ele  | Poš  | Jed  |
| ---------- | ---- | ---- | ---- | ---- | ---- | ---- | ---- | ---- |
| Dinamo     | –––– | 7-1  | -    | 6-1  | 4-1  | 15-2 | 2-0  | 7-0  |
| Lokomotiva | -    | –––– | 1-0  | -    | 1-0  | -    | 2-0  | 3-2  |
| Metalac    | 3-0  | -    | –––– | -    | -    | 4-0  | 3-2  | 4-1  |
| Amater     | -    | 1-5  | 1-1  | –––– | 2-1  | 4-0  | -    | 3-1  |
| Tekstilac  | -    | -    | 3-0  | -    | –––– | 0-3  | 2-0  | 3-2  |
| Element    | -    | 2-3  | -    | -    | -    | –––– | -    | 3-1  |
| Poštar     | -    | -    | -    | 3-2  | -    | 0-0  | –––– | -    |
| Jedinstvo  | -    | -    | -    | -    | -    | -    | 3-0  | –––– |

### Calendario
| 1ª giornata |                        |     |
|             |                        |     |
| 13 gennaio  | Dinamo - Amater        | 6-1 |
| 13 gennaio  | Lokomotiva - Tekstilac | 1-0 |
| 13 gennaio  | Poštar - Element       | 0-0 |
| 13 gennaio  | Metalac - Jedinstvo    | 4-1 |

| 2ª giornata |                     |     |
|             |                     |     |
| 20 gennaio  | Dinamo - Jedinstvo  | 7-0 |
| 20 gennaio  | Amater - Lokomotiva | 1-5 |
| 20 gennaio  | Tekstilac - Element | 0-3 |
| 20 gennaio  | Metalac - Poštar    | 3-2 |

| 3ª giornata |                        |      |
|             |                        |      |
| 27 gennaio  | Amater - Metalac       | 1-1  |
| 27 gennaio  | Dinamo - Element       | 15-2 |
| 27 gennaio  | Tekstilac - Poštar     | 2-0  |
| 27 gennaio  | Lokomotiva - Jedinstvo | 3-2  |

| 4ª giornata |                      |     |
|             |                      |     |
| 3 febbraio  | Dinamo - Poštar      | 2-0 |
| 3 febbraio  | Tekstilac - Metalac  | 3-0 |
| 3 febbraio  | Amater - Jedinstvo   | 3-1 |
| 3 febbraio  | Element - Lokomotiva | 2-3 |

| 5ª giornata |                      |     |
|             |                      |     |
| 10 febbraio | Lokomotiva - Metalac | 1-0 |
| 10 febbraio | Jedinstvo - Poštar   | 3-0 |
| 10 febbraio | Dinamo - Tekstilac   | 4-1 |
| 10 febbraio | Amater - Element     | 4-0 |

| 6ª giornata |                       |     |
|             |                       |     |
| 17 febbraio | Dinamo - Lokomotiva   | 7-1 |
| 17 febbraio | Metalac - Element     | 4-0 |
| 17 febbraio | Poštar - Amater       | 3-2 |
| 17 febbraio | Tekstilac - Jedinstvo | 3-2 |

| \| 7ª giornata \| \| \| \| \| \| \| \| 24 febbraio \| Metalac - Dinamo \| 3-0 \| \| 24 febbraio \| Lokomotiva - Poštar \| 2-0 \| \| 24 febbraio \| Element - Jedinstvo \| 3-1 \| \| 24 febbraio \| Amater - Tekstilac \| 2-1 \| |                     |     |
| 7ª giornata |                     |     |
| |                     |     |
| 24 febbraio | Metalac - Dinamo    | 3-0 |
| 24 febbraio | Lokomotiva - Poštar | 2-0 |
| 24 febbraio | Element - Jedinstvo | 3-1 |
| 24 febbraio | Amater - Tekstilac  | 2-1 |

## Provincia
| Squadra 1      | Totale | Squadra 2 | Andata | Ritorno |
| -------------- | ------ | --------- | ------ | ------- |
| FINALE         |        |           |        |         |
| Borac Zagabria | 1 – 9  | Dubrava   | 0 – 1  | 1 – 8   |